# مملكة ستراثكلايد
ستراثكلايد (حرفيًا «ستراث على نهر كلايد»)، وأصلها في لغة الكمبريك: إيستراد كلاد أو ألكود (وستراث كلوتا في الأنجلوسكسونيونية)، كانت واحدة من ممالك العصور الوسطى المبكرة للبريطونيين في ما يسميه الويلزيون هين أوجليد («الشمال القديم»)، وهي الأجزاء الناطقة باللغة البريثونية لما يعرف الآن بجنوب اسكتلندا وإنجلترا الشمالية. تطورت المملكة خلال فترة ما بعد العصر الروماني. عُرِفت أيضًا باسم آلت كلات، وهو مصطلح بريتوني لقلعة دمبارتون، عاصمة المنطقة من القرون الوسطى. قد يكون لها أصول مع شعب بريثونيك الدامنوني في الجغرافية لبطليموس.
تُعرف لغة ستراثكلايد، ولغة البريطونيين في المناطق المحيطة تحت حكم السكان غير الأصليين، باسم كومبريك، وهي لهجة أو لغة مرتبطة ارتباطًا وثيقًا بالويلزية القديمة، وبالمصطلحات الحديثة للويلزية، والكورنية، والبريتانية. يشير علم أسماء المواقع وعلم الآثار الإسكتلندي إلى بعض المستوطنات اللاحقة التي بناها الفايكنج أو الشماليون الغايليون (انظر اسكتلندا الإسكندنافية)، وإن كان بدرجة أقل مما كانت عليه في غالاوي المجاورة. يظهر عدد صغير من أسماء الأماكن الأنجلوسكسونية بعض الاستيطان المحدود من قبل الوافدين الأنجلو ساكسونيين من نورثمبريا قبل استيطان الشماليين. نظرًا لسلسلة التغييرات اللغوية في المنطقة، لا يمكن القول ما إذا كانت أي استيطان غويديلي قد حدث قبل إدخال الغيلية في العصور الوسطى العليا خلال القرن الحادي عشر.
بعد نهب دمبارتون روك من قبل جيش الفايكنج من دبلن في عام 870، دخل اسم ستراثكلايد حيز الاستخدام، والذي ربما يعكس انتقال مركز المملكة إلى غوفن. في نفس الفترة، أشير إليها أيضًا باسم كمبريا، وسكانها باسم الكمبريين. خلال العصور الوسطى العليا، غزت مملكة ألبا الناطقة باللغة الجويدية المنطقة في القرن الحادي عشر، لتصبح جزءًا من مملكة اسكتلندا الجديدة. ومع ذلك، بقيت منطقة بريثونية مميزة في القرنين الثاني عشر والثالث عشر.

## الأصول
تُدرج جغرافية بطليموس -خريطة البحارة، وليس المسح الإثنوغرافي- عددًا من القبائل، أو مجموعات القبائل، في جنوب اسكتلندا في وقت قريب من الغزو الروماني وتأسيس بريطانيا الرومانية في القرن الأول بعد الميلاد. بالإضافة إلى الدامنوني، يدرج بطليموس الأوتاليني، التي يبدو أن عاصمتها كانت ترابرين لو؛ إلى الغرب، وسيلغوفي في المرتفعات الجنوبية، وإلى الغرب في غالاوي، شعب نوفانتي. بالإضافة إلى ذلك، ظهرت مجموعة عُرفت باسم مياتي، ربما في المنطقة المحيطة بإستيرلينغ، في السجلات الرومانية اللاحقة. يُعتقد أن عاصمة دامنوني كانت في كارمان، بالقرب من دمبارتون، ولكن على بعد نحو خمسة أميال من نهر كلايد.
على الرغم من أن الحدود الشمالية تبدو وكأنها سور هادريان في معظم تاريخ بريطانيا الرومانية، لكن مدى التأثير الروماني شمال الجدار غامض. بالتأكيد، كانت الحصون الرومانية موجودة شمال الجدار، وربما كانت الحصون في أقصى الشمال حتى كراموند تحت احتلال طويل الأمد. علاوة على ذلك، نُقلت الحدود الرسمية ثلاث مرات إلى الشمال. قُدمت مرتين إلى خط الجدار الأنطوني، في الوقت الذي بُني فيه جدار هادريان ومرة أخرى بقيادة سيبتيموس سيفيروس، ومرة أخرى شمالًا، خلف نهر تاي، خلال حملات أغريقولا، على الرغم من أنها كانت تُسحب في كل مرة تقريبًا. بالإضافة إلى هذه الاتصالات، قامت الجيوش الرومانية بحملات عقابية شمال الحدود. سافر السكان الأصليون الشماليون جنوب الجدار للتجارة، والمداهمة، والخدمة في الجيش الروماني. ربما سافر التجار الرومان إلى الشمال، وأرسِلت الإعانات الرومانية، أو الرشاوى، إلى القبائل والقادة النافعين. جرت مناقشة مدى رومنة بريطانيا الرومانية، وإذا كانت هناك شكوك حول المناطق الخاضعة للسيطرة الرومانية الوثيقة، فلا بد من وجود المزيد من الشكوك حول درجة تأثر الدامنونيين بالرومنة.
شهدت الفترة الأخيرة لبريطانيا الرومانية زيادة واضحة في الهجمات البرية والبحرية، بما في ذلك المعتدين، من بينهم  بيكتيين، وسكوتي، وأتاكوتي الغامضين ذوي الأصول غير المؤكدة. واستهدفت هذه الغارات أيضًا قبائل جنوب اسكتلندا. من غير المرجح أن يكون الانسحاب النهائي المفترض للقوات الرومانية نحو عام 410 له تأثير عسكري على الدامنوني، على الرغم من أن سحب الرواتب من حامية الجدار المتبقية كان له تأثير اقتصادي كبير للغاية.
لا يقدم أي مصدر تاريخي أي معلومات مؤكدة عن حدود مملكة ستراثكلايد، ولكن هناك اقتراحات قُدمت على أساس أسماء الأماكن والطوبوغرافيا. تقع صخرة البريطونيون كلاش نام بريتان بالقرب من الطرف الشمالي من بحيرة لوخ لوموند، والتي يمكن الوصول إليها بالقارب من كلايد، والتي يُعتقد أنها اكتسبت اسمها كعلامة عند الحد الشمالي من ألت كلات. ربما مثلت كامبس فيلز والمستنقعات بين لوخ لوموند، وإستيرلينغ حدودًا أخرى. إلى الجنوب، امتدت المملكة لمسافة ما حتى طرف كلايد، ومن المحتمل أنها امتدت على طول الساحل جنوبًا باتجاه آير.

## الفترة التاريخية المبكرة

### الشمال القديم
على الرغم من أنه غالبًا ما يشار إليها بالعصور المظلمة، فإن الفترة التي تلت نهاية الحكم الروماني في جنوب اسكتلندا، وعلى الرغم من أنها غير مفهومة جيدًا، فهي أقل ظلمةً من الفترة الرومانية. قدم علماء الآثار والمؤرخون روايات مختلفة عن الفترة التي انقضت على مدى القرن ونصف القرن الماضيين. المصادر المكتوبة المتاحة لهذه الفترة معظمها أيرلندية وويلزية، وعدد قليل جدًا منها معاصر للفترة ما بين 400 و600.
لا تُذكر المصادر الأيرلندية الأحداث في مملكة دومبارتون إلا عندما تكون تلك الأحداث ذات صلة بأيرلندا. باستثناء جيرمياد القرن السادس الميلادي لغيلداس والشعر المنسوب لتالييسن وأنيرين -على وجه الخصوص واي غودادين، الذي يعتقد أنه جرى تأليفه في اسكتلندا في القرن السادس- تعود المصادر الويلزية عمومًا إلى فترة لاحقة. بعض المصادر تبلغ عن المواقف السياسية التي كانت سائدة في ويلز في القرن التاسع وما بعده. نادرًا ما ذكر بيدا، الذي كان تحيزه واضحًا، البريطونيون، بعبارات تحط من قدرهم.
عُرف ملكان من مصادر معاصرة قريبة في هذه الفترة المبكرة. الأول هو كوروتيكوس أو سيرتيك غولتيك (بالويلزية: Ceredig)‏، والمعروف باسم مستلم الرسالة من القديس باتريك، وذكره كاتب سيرة من القرن السابع أنه كان ملكًا لمرتفع كلايد، دومبارتون روك، ما وضعه في النصف الثاني من القرن الخامس. يتضح من رسالة باتريك أن سيرتيك كان مسيحيًا، ومن المحتمل أن الطبقة الحاكمة في المنطقة كانت مسيحية أيضًا، على الأقل بالاسم. سمي خلفه ريدرش هايل في حياة أدومنان للقديس كولومبا. كان ريدرش معاصرًا لآيدن ماك غابرين من دالريادا، ويورين من ريجد، الذي ارتبط به من خلال العديد من التقاليد والحكايات، وأيضًا بإثلفريث من برنيسيا.
إذا كانت رسالة باتريك إلى كوروتيكوس بالفعل إلى ملك ستراثكلايد، فإن تنصير جنوب اسكتلندا قد أحرز تقدمًا كبيرًا عندما ظهرت المصادر التاريخية الأولى. إلى الجنوب، في ويتهورن، عُرف نقش مسيحي من النصف الثاني من القرن الخامس، ربما لإحياء ذكرى كنيسة جديدة. لكن كيف حدث هذا غير معروف. على عكس كولومبا، فإن كينغرن (بالويلزية: Cyndeyrn Garthwys)‏، الرسول المفترض لبريطونيي كلايد، هو شخصية غامضة وحياة جوسلين المتأخرة من القرن الثاني عشر مشكوك في صحتها على الرغم من أن جاكسون يعتقد أن نسخة جوسلين ربما كانت مستندة على لغة كومبريك الأصلية السابقة.